# Лучо Фульчі
Лу́чо Фу́льчі (італ. Lucio Fulci; 17 червня 1927 — 13 березня 1996) — італійський сценарист, кінорежисер. Відомий за своїми стрічками жанрів джалло, вестерн і комедія.

## Біографія
Народився 17 липня 1927 року в Римі.
Вивчав медицину й одночасно працював художнім критиком. І ось одного разу «я їхав додому на поїзді й побачив у людини, що сидить навпроти мене газету, де говорилося, що Experimental Film Studios буде відкрита знову. І я вирішив піти туди й Лукіно Вісконті перевірив і прийняв мене в цю студію…». В Експериментальному Центрі Кіно Фульчі навчався у таких викладачів, як Мікеланджело Антоніоні і Лукіно Вісконті. По закінченні отримав диплом сценариста.
Спочатку  працював документалістом разом з Карлетто Романо, пізніше був помічником режисерів Макса Офюльса і Марселя Л'Ерб'є. Згодом режисер став спеціалізуватися на комедіях і працював з режисером Стено і актором Тото, разом з яким в 1959 році він зняв свій перший фільм «Злодії». Після цього Фульчі продовжував знімати комедії до 1966 року, коли вийшов його фільм «Час зведення порахунків», вестерн з Франко Неро в головній ролі. За словами Фульчі, він не збирався бути режисером, але для того, щоб прогодувати сім'ю після одруження, почав знімати фільми.  
У жанр жахів Лучо Фульчі прийшов в 1969 році, коли зняв дві стрічки «Одна на інший» і «Беатріче Ченчі». Пізніше Лучіо Фульчі зізнається, що саме «Беатріче Ченчі» справив великий вплив на його подальшу творчість і назве його своїм найкращим творінням.  
У 1979 році Фульчі знімає свій найзнаменитіший фільм — «Зомбі». Спочатку продюсери хотіли, щоб режисером виступив знаменитий Енцо Г. Кастелларі, автор кримінальних драм, вестернів і постапокаліптичних фільмів. Але він зам'явся, а Фульчі швидко зметикував, що на цьому можна добре заробити, оскільки зомбі-фільми були дуже популярні наприкінці 1970-х — початку 1980-х, багато в чому завдяки суперуспішному епосу Джорджа А. Ромеро «Світанок мертвих». Бюджет фільму був крихітним, але завдяки наполегливості й таланту його творців «Зомбі» вийшли нічим не гірше ромеровських. Але не обійшлося і без заминок. Річ у тому, що роком раніше, тобто в 1978-му, Даріо Ардженто випустив свою версію «Світанку мертвих» в Європі. І називалася вона «Зомбі». Тоді Фульчі, втомлений від «витівок» молодого маестро, перейменував свій фільм в «Зомбі-II». Це стало джерелом неймовірної плутанини серед фанатів, оскільки в США фільм вийшов під назвою «Зомбі». Фільм Фульчі дуже близький по духу фільму Ромеро, тому «Зомбі-II» можна назвати передісторією «Світанку мертвих». Стрічка з шаленим успіхом пройшла по екранах всього світу і породила велику кількість наслідувань і продовжень. Але, однак, через велику кількість жорстокості й крові, фільм у багатьох країнах був заборонений до показу.  
Свій інтерес до показу сцен насильства великим планом Фульчі також втілив у фільмах «Місто живих мерців», «Сьомі брами пекла», «Будинок на краю цвинтаря», «Нью-йоркський різник». Ці та інші фільми також часто зазнавали цензури або зовсім заборонялися.  У другій половині 1980-х у Фульчі почалися проблеми з особистим життям і здоров'ям — від нього йде чергова дружина, він хворіє на цукровий діабет. До 1991 року Фульчі зняв кілька менш успішних фільмів два з яких так і не вийшли в ефір серіалу — «Милий будинок жахів» і «Дім годин».  В останні роки свого життя режисер працював над новим проєктом «Восковий дім», але раптова смерть від діабету 13 травня 1996 не дозволила завершити розпочате. Після його смерті фільм завершили Даріо Ардженто і Серджо Стівалетті, назвавши його «Воскова маска».  
Лучо Фульчі зробив великий внесок у розвиток італійської, та й світової школи жахів. Він створив безліч шедеврів, які стали культовими для фанатів горрору. Як і Альфред Гічкок, Лучіо любив виконувати другорядні ролі у своїх фільмах. Іноді його персонажам не знаходилося імені, відповідно і його ім'я у титрах не значилося. Але сам маестро так і не знайшов справжньої популярності, і в наші дні його знають тільки вузькі кола любителів фільмів жахів, хоча режисер зняв чимало хороших картин, що не мають ніякого стосунку до страхіть.

## Фільмографія

### Режисер

#### Художні фільми
- 1959: Злодії / (I ladri)
- 1976: Кузина / (La Pretora)
- 1979: Зомбі 2 / (Zombi 2)
- 1984: Воїни 2072 року / (I guerrieri dell'anno)

### Сценарист
- 1954: Американець у Римі / (Un americano a Roma)
- 1960: Триспальне ліжко / (Letto a tre piazze) режисер Стено